# Neobisium fuscimanum
Neobisium fuscimanum – gatunek zaleszczotka z rodziny Neobisiidae. Występuje od środkowo-zachodniej części Europy po środkową część Azji.

## Taksonomia
Gatunek ten opisany został po raz pierwszy w 1843 roku przez Carla Ludwiga Kocha pod nazwą Obisium fuscimanum. Miejsca typowego nie udało się ustalić. W 1932 roku gatunek ten przeniesiony został przez Maxa Beiera do podrodzaju nominatywnego rodzaju Neobisium.

## Morfologia
Zaleszczotek ten ma prosomę wyposażoną w dwie pary zaopatrzonych w soczewki oczu, natomiast epistom jest szczątkowy lub całkiem zanikły. Tergity i sternity są niepodzielone, a wszystkie cztery pary odnóży krocznych pozbawione są kolców na biodrach oraz zwieńczone dwuczłonowymi, podzielonymi na metatarsus i telotarsus stopami. Szczękoczułki zwieńczone są szczypcami; ich palec ruchomy ma kilka ząbków i nie występuje na nim rozgałęziona galea; szczecinka galealna osadzona jest przedśrodkowo. Szczękoczułki zaopatrzone są w rallum, którego pierwsze dwie lub trzy blaszki są na przedzie drobno ząbkowane. Nogogłaszczki zaopatrzone są w szczypce, na których palcach znajdują się ujścia gruczołów jadowych; palec ruchomy i nieruchomy są podobnej długości. Palec nieruchomy nogogłaszczków ma osiem trichobotrii, z których trichobotrium ist osadzone jest zaśrodkowo, bliżej trichobotrium it niż trichobotrium ib; odległość między trichobotriami ist i ib jest mniejsza niż dwukrotność odległości między trichobotrium ist a szczytem palca. Ząbki na palcu nieruchomym w części odsiebnej są rozstawione na odległości równe mniej więcej swoim szerokościom i występują naprzemiennie – jeden ząbek mały między dwoma dużymi. Ruchomy palec nogogłaszczków ma cztery trichobotria. Udo nogogłaszczków jest stosunkowo smukłe, o długości większej niż 3,5-krotność jego szerokości, dłuższe od karapaksu, o powierzchni pozbawionej guzków. Rzepka nogogłaszczków jest zmodyfikowana i nie zachowuje tulipanowatego kształtu. Opistosoma (odwłok) ma na błonach pleuralnych ziarnistą rzeźbę.

## Ekologia i występowanie
Pajęczak ten zasiedla rozmaite lasy liściaste i mieszane oraz zarośla. Należy do fauny epigeicznej. Bytuje w ściółce, pod kamieniami i wśród mchów.
Gatunek zachodniopalearktyczny. Znany jest z Niemiec, Austrii, Włoch, Polski, Czech, Słowacji, Węgier, Ukrainy, Rumunii, Bułgarii, Słowenii, Chorwacji, Bośni i Hercegowiny, Serbii, Czarnogóry, Albanii, Grecji, Turcji, Gruzji oraz Iranu. W Polsce jest gatunkiem pospolitym.